# Ringelesberg
Der Ringelesberg ist ein vom Landratsamt Münsingen am 31. Mai 1955 durch Verordnung ausgewiesenes Landschaftsschutzgebiet auf dem Gebiet der Gemeinde Hohenstein.

## Lage
Das etwa 5 Hektar große Landschaftsschutzgebiet liegt ca. 600 Meter östlich des Ortsteils Eglingen. Das Landschaftsschutzgebiet liegt im Naturraum Mittlere Kuppenalb.
Geologisch stehen Dolomit-Formationen des Unteren Massenkalks des Oberjura an.

## Landschaftscharakter
Das Schutzgebiet ist infolge der Nutzungsaufgabe heute weitgehend bewaldet. Lediglich in den Randbereichen befinden sich einige Offenlandflächen innerhalb des Gebiets.

## Zusammenhängende Schutzgebiete
Die Teilgebiete des Landschaftsschutzgebiets werden durch das Naturschutzgebiet Blasenberg-Ringelesberg verbunden, das 1992 ausgewiesen wurde und bis zu diesem Zeitpunkt Teil des Landschaftsschutzgebiets war. Das Naturschutzgebiet ist gleichzeitig Bestandteil des FFH-Gebiets Großes Lautertal und Landgericht. Südlich der Straße nach Hundersingen schließt das Landschaftsschutzgebiet Blasenberg und Saalhau an.